# 劇団Miss女子会
劇団Miss女子会（げきだんみすじょしかい）は、2018年6月から2022年11月まで活動していた日本の劇団。

## 概要
2018年6月16日に10名のメンバーで結成、旗揚げされた、芸能プロダクションTWIN PLANETが運営するエンターテイメント劇団。コンセプトは、「Miss」の「損なう」などの失敗の面と、「コンテスト」など女性の象徴となる面を兼ね備えた女性限定劇団で、略称は「ミスジョ」。
2019年に5月に1名、12月に8名（正規メンバー3名、候補生5名）のメンバーが加入。12月の追加メンバーのオーディションの一部では、配信サイトSHOWROOMとの連動企画が行われた。
2020年の第3会公演後の4月に1名、6月に2名のメンバーが退団し、第4会公演後の12月に5名のメンバーが退団した。
2021年2月に候補生の3名が正規メンバーに昇格するが、4月には1名のメンバーが退団し、第5会公演後の12月には6名のメンバーが退団することになった。
2022年7月に行われた第6会公演ではゲスト出演者を迎えて公演を行う体制をとった。
2022年11月12日に開催されたオフ会をもって、解散。

## 公演履歴
劇団Miss女子会の公演名は、劇団の名称にちなんで「第〇回」ではなく「第〇会」を用いる。
- 第1会公演『アイシャドウ〜控え室の真実〜』（2019年1月11日 - 1月23日、THEATER BRATS）[15]
  - 脚本・演出：ゆうき
- 第2会公演『男尊ジョリー』（2019年7月31日 - 8月4日、サンモールスタジオ）[16]
  - 脚本：高橋達也
  - 演出：高品雄基
- 第3会公演『アンダンテ〜歩くような速さで〜』（2020年2月19日 - 2月23日、中野ザ・ポケット）[17]
  - 原案：伊東大樹
  - 脚本：ゆうき
  - 演出：笠原哲平
- 第4会公演『キャプションボード』（2020年12月16日 - 12月20日、新宿村LIVE）[18]
  - 脚本・演出：神谷実玖
- 第5会公演『seven』（2021年12月1日 - 12月5日、中野テアトルBONBON）[19]
  - 脚本・演出：神谷実玖
- 第6会公演『幸せであれ！』（2022年7月14日 - 7月18日、コフレリオ新宿シアター）[12]
  - 脚本・演出：木村佳奈枝
  - ゲスト出演者：青山絢香、安齋真綿、石原桜彩、小山葵、西村麻里菜

## 劇団員
解散時
- 神谷実玖（旗揚げメンバー、2018年6月 - ） - 団長、担当カラー：白[20]
- 北條愛実（旗揚げメンバー、2018年6月 - ） - 副団長、担当カラー：ショッキングピンク[20]
- 木村佳奈枝（2019年5月 - ）[2] - 担当カラー：水[20]
- 磯ヶ谷典華（候補生→正規メンバー、2019年12月 - ）[3][8] - 担当カラー：エメラルドグリーン[20]

## かつて所属していた劇団員
- 伊藤雨音（旗揚げメンバー、2018年6月 - 2021年12月）[10] - 担当カラー：黒[20]
- なりみ（旗揚げメンバー、2018年6月 - 2021年12月）[10] - 担当カラー：レモンイエロー[20]
- 流矢聖子（旗揚げメンバー、2018年6月 - 2021年12月）[10] - 担当カラー：青[20]
- 野口紗世子（旗揚げメンバー、2018年6月 - 2021年12月）[10] - 担当カラー：紫[20]
- 碧乃美月（旗揚げメンバー、2018年6月 - 2021年12月）[10] - 担当カラー：ピンク[20]
- 伊戸奈楓（候補生→正規メンバー、2019年12月 - 2021年12月）[3][8][10] - 担当カラー：オレンジ[20]
- 岡崎ちなみ（旗揚げメンバー、2018年6月 - 2020年12月）[7] - 担当カラー：赤
- 宮瀬いと（旗揚げメンバー、2018年6月 - 2020年12月）[7] - 担当カラー：緑
- みらい（旗揚げメンバー、2018年6月 - 2020年12月）[7] - 担当カラー：黄
- 明石渚（2019年12月 - 2020年12月）[3][7] - 担当カラー：黄緑
- 上野露葉（候補生→正規メンバー、2019年12月 - 2021年4月）[3][8][9] - 担当カラー：桜
- 高島ひな（2019年12月 - 2020年4月）[3][5]
- 北柚涼（2019年12月 - 2020年6月）[3][6] - 担当カラー：ワインレッド
- 奥塚ちひろ（候補生、2019年12月 - 2020年12月）[3][7]
- 照沼サラ（候補生、2019年12月 - 2020年6月）[3][6]

## 公演以外の活動

### オフ会
不定期で行われる、ファンとの交流イベント。毎回、テーマにちなんだドレスコードが設定される。
2022年11月12日に開催された最後のオフ会には、解散時の現役メンバー4人に加え、元メンバーの碧乃美月、なりみ、野口紗世子、伊藤雨音の4人も参加した。

### Miss 女 Time
劇団員によるSHOWROOMの生配信。
当初、劇団員の持ち回りによる毎日配信と、劇団員がそろって出演する週1回の配信の両方を続けていたが、2020年1月にリニューアル。
それ以降は、劇団員がそろって出演する週1回の配信のみとなった。
リニューアルのタイミングで、神谷実玖が提案した「Miss 女 Time」（"It's show time."のもじり）が番組タイトルとして採用された。

### みすじょちゅーぶ
劇団員が企画、出演、編集を行うYouTubeチャンネル。2020年8月に開設。舞台女優が舞台を飛び出して、いろいろなことにチャレンジするのがコンセプト。

### オンライン寸劇 in mysta公演
与えられたテーマに沿って各劇団員が寸劇動画を作成し、動画投稿アプリmystaに投稿する企画。
2020年5月に開催。各週の動画応援ランキング上位のユーザと、4週間の合計ポイント上位トップ3のキャストには特典が用意された。
- WEEK1（2020年5月1日 12:30 - 5月10日 21:59）：テーマ「仕事でミスって落ち込んでるときに慰めてくれる女」
- WEEK2（2020年5月10日 22:00 - 5月17日 21:59）：テーマ「ほっぺに食べ物つけたあざとい女」
- WEEK3（2020年5月17日 22:00 - 5月24日 21:59）：テーマ「〇〇通ぶる女」
- WEEK4（2020年5月24日 22:00 - 5月31日 21:59）：テーマ「新入生勧誘活動 演劇部の女」

### 企業とのコラボ

#### 魚串さくらさく神保町店
2019年12月より、日替わりで劇団員が店舗でスタッフとして稼働、コラボドリンクメニューの提供なども行った。
コロナ禍の影響による中断を経て、店舗の閉店に伴い2021年10月に終了。